# كيتلين كلارك
كيتلين كلارك (من مواليد 22 يناير 2002) هي لاعبة كرة سلة أمريكية محترفة تلعب لفريق إنديانا فيفر تحت الاتحاد الوطني لكرة السلة للسيدات، لعبت كرة السلة الجامعية لفريق آيوا هوكيز حيث تعتبر واحدة من أعظم اللاعبات الجامعيات على الإطلاق. أيضا تعتبر كلارك أفضل هداف على الإطلاق في دوري الدرجة الأولى لكرة القدم الأمريكية (NCAA Division I) وكانت أفضل لاعبة وطنية للعام مرتين مع فريق هوكيز، في مارس 2024، كانت كلارك واحدة من بين 14 لاعبة، واللاعب الجامعية الوحيدة التي تلقت دعوة من المنتخب الوطني للولايات المتحدة إلى المعسكر التدريبي النهائي لدورة الألعاب الأولمبية الصيفية 2024. ومع ذلك لم تتمكن من حضور هذا المعسكر لأنه حدث خلال نفس الأسبوع الذي كانت تلعب فيه مع آيوا في النهائي الرابع من بطولة الرابطة الوطنية لرياضة الجامعات 2024. نظرًا لغياب كلارك عن هذا المعسكر، ذكرت لجنة اختيار الألعاب الأولمبية أنها ستتابع أدائها في أوائل موسم الاتحاد الوطني لكرة السلة للسيدات 2024 للمساعدة في تحديد القائمة الأولمبية النهائية لعام 2024 لفريق الولايات المتحدة الأمريكية.